# Cầu Xương Giang
Cầu Xương Giang là một cây cầu bắc qua sông Thương trên Quốc lộ 1 và đường cao tốc Hà Nội – Bắc Giang tại tỉnh Bắc Ninh, Việt Nam.
Cầu có lý trình tại Km 117+915 Quốc lộ 1 và là một phần của tuyến đường cao tốc Hà Nội – Bắc Giang, nối liền phường Tiền Phong và phường Tân Tiến thuộc tỉnh Bắc Ninh.
Cầu Xương Giang có chiều dài 306,2 m, chiều rộng là 14 m, gồm hai làn xe cơ giới và hai làn xe máy, xe thô sơ.
Công trình được khởi công xây dựng vào năm 1998 và được khánh thành vào ngày 31 tháng 12 năm 2000. Vào ngày 24 tháng 2 năm 2025, một nhánh cầu thứ hai nằm bên cạnh nhánh cầu cũ được khởi công xây dựng, dự kiến hoàn thành cuối năm 2025.